# DD-WRT
DD-WRT est un micrologiciel libre et gratuit pour plusieurs routeurs sans fil, plus particulièrement le WRT54G de Linksys, fonctionnant sur une base minimale du noyau Linux.
DD-WRT jusqu'à la version v22 était fondée sur le micrologiciel Alchemy de Sveasoft, qui lui-même était fondé sur la version originale du micrologiciel Linksys. DD-WRT depuis la version v23 a été presque intégralement réécrit.
La phase de test de la version v24 a pris un certain temps (environ 8 mois) avec la sortie de 7 Release Candidate.

## Historique des versions
v22 : 25 juillet 2005
v23 : 25 décembre 2005
v23 SP1 : 16 mai 2006
v23 SP2 : 15 septembre 2006
v24 : 18 mai 2008
v24 SP1 : 26 juillet 2008
Depuis cette dernière version officielle, des versions ont été constamment créées et annoncées sur 
les forums de DD-WRT (avec le nom "béta") pour différents routeurs. Certaines de ces versions sont 
considérées vraiment stables alors que d'autres ne fonctionnent pas très bien. Veuillez alors rechercher
votre modèle de routeur dans les forums pour connaître la dernière version intéressante disponible pour celui-ci.